# Biblioteca Ministerio de Educación
La Biblioteca Ministerio de Educación es una biblioteca dependiente del Ministerio de Educación de Bolivia.
La Biblioteca llamada también Centro Integrado de Documentación e Información de Ministerio de Educación, reúne material bibliográfico relacionado con temas educativos. Fue creada por Decreto Supremo 23934 de la República, en el marco de que cada Ministerio de Bolivia cuente con una Biblioteca y Archivo Central. Se ubica en las instalaciones del Ministerio de Educación en la Avenida Arce #2147, en la ciudad de La Paz, Bolivia. En la actualidad también cuenta con una biblioteca virtual.